# Saint-Philbert-des-Champs
Saint-Philbert-des-Champs é uma comuna francesa na região administrativa da Normandia, no departamento Calvados. Estende-se por uma área de 11,96 km². Em 2010 a comuna tinha 664 habitantes (densidade: 55,5 hab./km²).